# Lanzamiento de jabalina
El lanzamiento de jabalina es una prueba de atletismo en la que, como su nombre indica, se lanza una jabalina, hecha con material reglamentario de metal o fibra de vidrio, con el objetivo de que llegue lo más lejos posible.
El lanzamiento de jabalina forma parte del programa de atletismo de los Juegos Olímpicos de la era moderna desde 1908.

## Orígenes

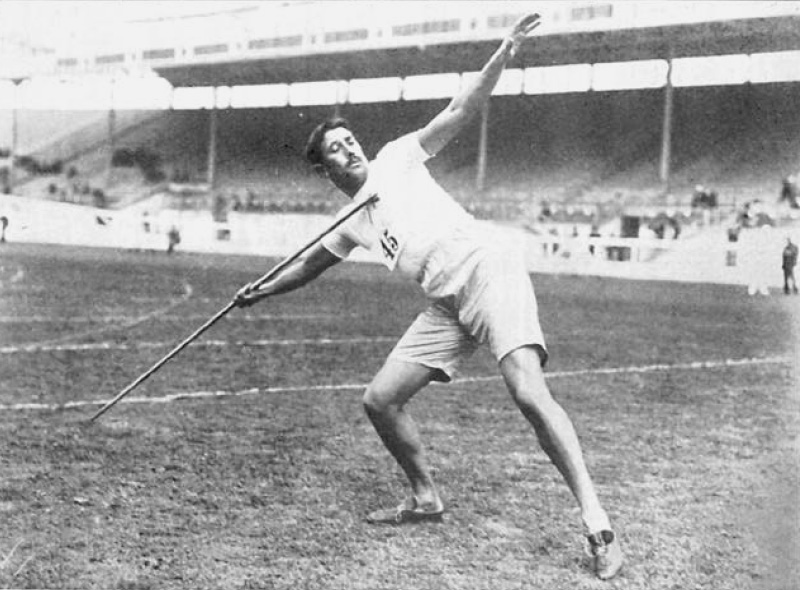
El campeón olímpico Erik Lemming, en la prueba de jabalina-estilo libre de los Juegos Olímpicos de 1908.

Teniendo en cuenta que el lanzamiento de artefactos de diferentes formas y tamaños para cazar animales a distancia para conseguir sustento se remonta a muchos miles de años atrás, y el hombre desde antiguo siempre ha tenido una tendencia a medirse con los demás hombres para demostrar quién es el mejor, se puede suponer que la exhibición de este tipo de habilidades, lanzar más lejos o con más puntería, podría tener un origen mucho más lejano de lo que nos muestra la historia escrita. El lanzamiento de jabalina como deporte de competición reglado ya se realizaba en la antigua Grecia, incluida dentro de la prueba de pentatlón, en los Juegos Olímpicos de la antigüedad y en los Juegos Panhelénicos. El pentatlón era la competición por excelencia de los Juegos Olímpicos; se incorporó en el año 708 a. C. y consistía en las cinco pruebas siguientes:
- Estadio (stadion), una carrera de 180 metros a pie
- Lucha
- Salto de longitud
- Lanzamiento de jabalina
- Lanzamiento de disco

La técnica para lanzar la jabalina se supone que era diferente a la actual, puesto que se permitía utilizar tiras de cuero como propulsores, llamadas amentum en latín, y que, acabadas en dos orificios por los que se introducían dos dedos para enrollarlas en la jabalina, prolongaban la longitud del brazo y al mismo tiempo imprimían a la jabalina un giro que la estabilizaba en el aire.

## Reglamento

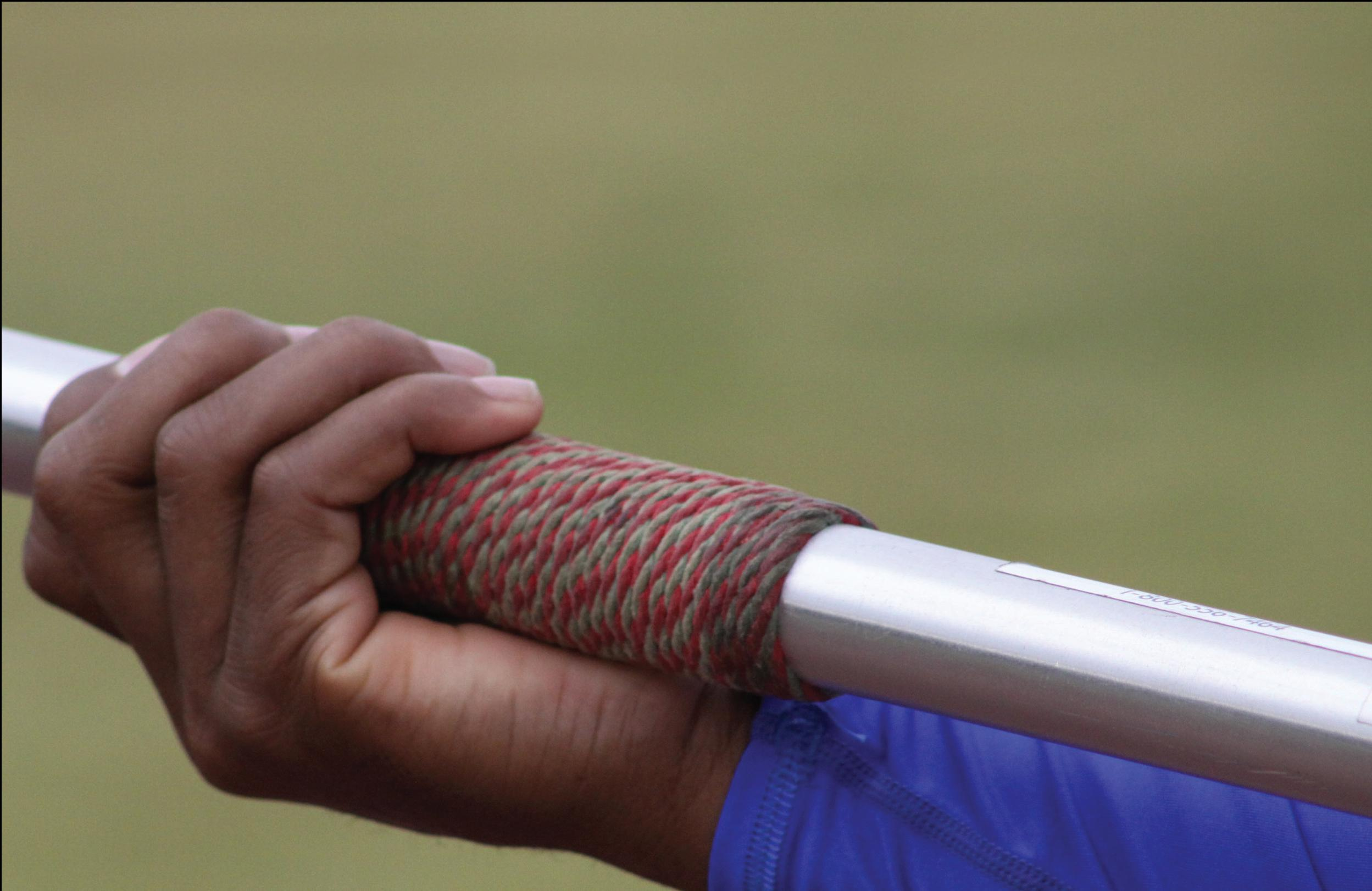
Para lanzar la jabalina, se debe agarrar por la encordadura.

Se lanza desde un pasillo de un largo de 30 metros, acabado en un arco de 38 metros de radio. El sector de caída estará marcado con dos líneas blancas de 45 cm de anchura, de tal modo que si los bordes internos de las líneas se prolongasen deberían pasar por las cuatro intersecciones de los bordes interiores del arco y las líneas paralelas que delimitan el pasillo de impulso y que se cruzan en el punto central del círculo del cual el arco forma parte. El sector tendrá así 29º aproximadamente.
Para realizar cada intento, el atleta tiene un minuto. Normalmente, cada atleta realiza tres intentos, y los ocho atletas con mejor marca válida, o todos si son ocho o menos, realizan otros tres intentos en orden inverso a su mejor marca.
La jabalina se debe agarrar por la encordadura (al menos la mano del atleta debe tocarla), y lanzarse por encima del hombro o del brazo de lanzar; no se permite lanzarla en rotación ni puede el atleta dar la espalda al sector de caída antes de soltar la jabalina; los estilos no clásicos no están autorizados. Si la jabalina se rompe en el intento o en el aire no se contará como nulo; tampoco si la rotura hace perder el equilibrio al atleta y provoca que toque fuera del arco; en este caso se le permitirá volver a comenzar. En la caída, la punta metálica debe tocar el suelo antes que cualquier otra parte de la jabalina.
El atleta debe sostener la jabalina por la empuñadura situada en su centro de gravedad y lanzarla por encima del hombro y cerca del oído u orejas.

## Características de la jabalina
La jabalina es un venablo  muy alargado con la punta metálica. La longitud de la jabalina es de 260-270 cm en categoría masculina y 220-230 cm en categoría femenina, y, para categorías a partir de los 18 años, un peso mínimo de 800 g para los hombres y 600 g para las mujeres. Tiene un asidero, fabricado con cordel, de unos 15 cm de largo, que se encuentra aproximadamente en el centro de gravedad de la jabalina (entre los 90 cm y 110 cm).

## Técnicas de lanzamiento
El objetivo de efectuar un buen lanzamiento técnico es el de que la jabalina tenga la mayor velocidad posible en el momento de ser lanzada, aunque también influyen otros aspectos que pueden ser controlados, como el ángulo de salida o el alineamiento de la jabalina con los hombros a la hora de la carrera y del momento de ser lanzada.
Desde el inicio de los lanzamientos en la era moderna han existido varias técnicas de lanzamiento, existiendo incluso durante algún tiempo una técnica rotatoria, adaptada al lanzamiento de jabalina por Félix Erausquin, derivada del lanzamiento de barra que se practica en el País Vasco. Con esta nueva técnica, Miguel de la Quadra-Salcedo batió holgadamente la plusmarca mundial de jabalina. Ante la peligrosidad que ofrecía esta técnica para lanzadores inexpertos, la IAAF se vio en la obligación de modificar el reglamento por dos veces, incluyendo en el reglamento que ni el lanzador ni la jabalina podían estar orientados en ningún momento del lanzamiento de espaldas a la zona de lanzamiento. Esta marca no se homologó pese a ser la modificación del reglamento posterior al lanzamiento. Esta técnica era muy peligrosa si no se dominaba perfectamente, puesto que existía la posibilidad de que la jabalina saliera hacia otro lugar que no fuera la zona de la caída, con el consiguiente peligro para espectadores y atletas que competían en otras pruebas.
Actualmente se utiliza la técnica denominada clásica, que se adapta, con pequeñas variantes, a las características del atleta. En esta técnica se utiliza una serie de pasos previos al lanzamiento. Normalmente se utiliza una carrera normal, para, después, al armar el brazo manteniendo la jabalina a la altura de los ojos y alineada con los hombros en la dirección del lanzamiento, hacer una serie de pasos cruzados y por último efectuar un apoyo con el pie izquierdo (paso de acomodo), bloqueando la parte izquierda del cuerpo, para después con el pie derecho y la cadera efectuar una ligera rotación hacia dentro (paso suave), y seguidamente soltar el brazo, ejecutando el lanzamiento. La mano izquierda, desde el paso cruzado, se ha de llevar alta para en el momento de lanzar llevarla hacia el lado izquierdo. Después se debe continuar la inercia del lanzamiento, no bloqueándose completamente. Es importante que el lanzador en todo momento esté relajado, pues los músculos se estiran más si están relajados que en tensión, permitiendo una mayor elasticidad en el lanzamiento. Podemos resumir esta técnica diciendo que tiene cuatro partes: carrera, paso cruzado, lanzamiento y recuperación.

## Récords
Actualizado a febrero de 2025.
|                   |         | Marca (m) | Atleta            | País            | Lugar        | Fecha      |
| ----------------- | ------- | --------- | ----------------- | --------------- | ------------ | ---------- |
| Mundial (WR)      | Hombres | 98,48     | Jan Železný       | República Checa | Jena         | 25-05-1996 |
| Mundial (WR)      | Mujeres | 72,28     | Barbora Špotáková | República Checa | Stuttgart    | 13-09-2008 |
| Olímpico (OR)     | Hombres | 92,97     | Arshad Nadeem     | Pakistán        | París        | 08-08-2024 |
| Olímpico (OR)     | Mujeres | 71,53     | Osleidys Menéndez | Cuba            | Atenas       | 27-08-2004 |
| Europeo (ER)      | Hombres | 98,48     | Jan Železný       | República Checa | Jena         | 25-05-1996 |
| Europeo (ER)      | Mujeres | 72,28     | Barbora Špotáková | República Checa | Stuttgart    | 13-09-2008 |
| Americano (AM)    | Hombres | 91,29     | Breaux Greer      | Estados Unidos  | Indianápolis | 21-06-2007 |
| Americano (AM)    | Mujeres | 71,70     | Osleidys Menéndez | Cuba            | Helsinki     | 14-08-2005 |
| Africano (AF)     | Hombres | 92,72     | Julius Yego       | Kenia           | Pekín        | 26-08-2015 |
| Africano (AF)     | Mujeres | 69,35     | Sunette Viljoen   | Sudáfrica       | Nueva York   | 09-06-2012 |
| Asiático (AS)     | Hombres | 92,97     | Arshad Nadeem     | Pakistán        | París        | 08-08-2024 |
| Asiático (AS)     | Mujeres | 67,69     | Lü Huihui         | China           | Halle        | 26-05-2018 |
| Oceánico (OC)     | Hombres | 89,02     | Jarrod Bannister  | Australia       | Brisbane     | 29-02-2008 |
| Oceánico (OC)     | Mujeres | 68,92     | Kathryn Mitchell  | Australia       | Gold Coast   | 11-04-2018 |
| Sudamericano (SA) | Hombres | 84,70     | Edgar Baumann     | Paraguay        | San Marcos   | 17-10-1999 |
| Sudamericano (SA) | Mujeres | 66,70     | Flor Denis Ruiz   | Colombia        | Cuiabá       | 12-05-2024 |

## Evolución del récord mundial

### Masculino

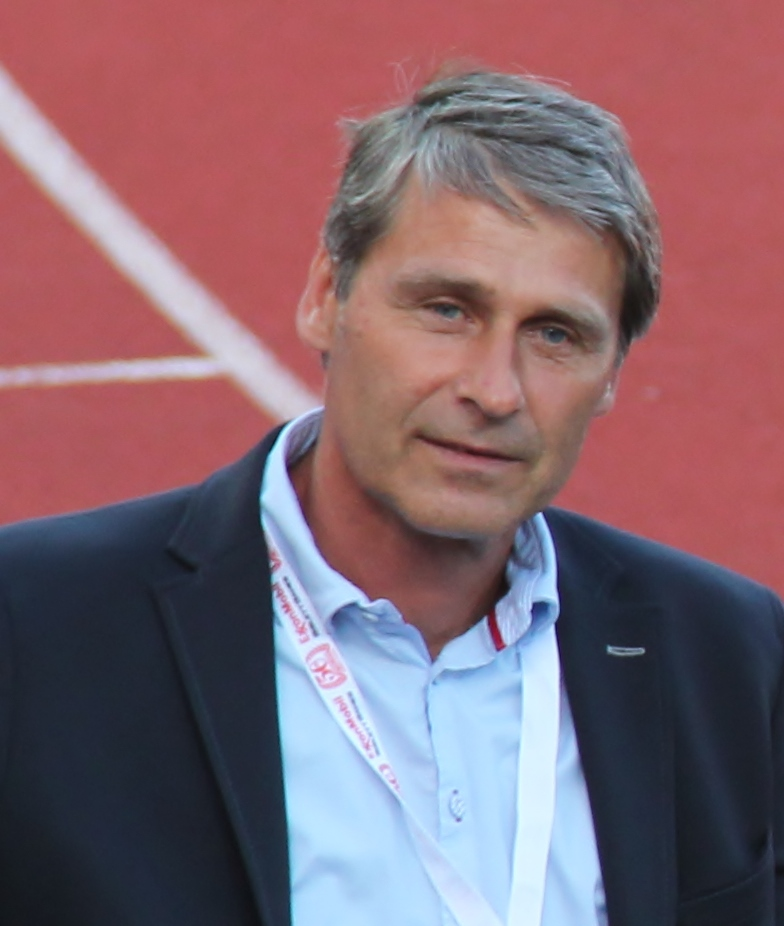
Jan Železný, actual plusmarquista mundial desde 1993.

| Marca                                                   | Atleta           | Fecha                    | Lugar                          |
| ------------------------------------------------------- | ---------------- | ------------------------ | ------------------------------ |
| 62.32 m                                                 | Eric Lemming     | 29 de septiembre de 1912 | Estocolmo, Suecia              |
| 66.10 m                                                 | Jonni Myyrä      | 25 de agosto de 1919     | Estocolmo, Suecia              |
| 66.62 m                                                 | Gunnar Lindström | 12 de octubre de 1924    | Eksjö, Suecia                  |
| 69.88 m                                                 | Eino Penttilä    | 8 de octubre de 1927     | Viipuri, Finlandia             |
| 71.01 m                                                 | Erik Lundqvist   | 15 de agosto de 1928     | Estocolmo, Suecia              |
| 71.57 m                                                 | Matti Järvinen   | 8 de agosto de 1930      | Viipuri, Finlandia             |
| 71.70 m                                                 | Matti Järvinen   | 17 de agosto de 1930     | Tampere, Finlandia             |
| 71.88 m                                                 | Matti Järvinen   | 31 de agosto de 1930     | Vaasa, Finlandia               |
| 72.93 m                                                 | Matti Järvinen   | 14 de septiembre de 1930 | Viipuri, Finlandia             |
| 74.02 m                                                 | Matti Järvinen   | 27 de junio de 1932      | Turku, Finlandia               |
| 74.28 m                                                 | Matti Järvinen   | 25 de mayo de 1933       | Mikkeli, Finlandia             |
| 74.61 m                                                 | Matti Järvinen   | 7 de junio de 1933       | Vaasa, Finlandia               |
| 76.10 m                                                 | Matti Järvinen   | 15 de junio de 1933      | Helsinki, Finlandia            |
| 76.66 m                                                 | Matti Järvinen   | 7 de septiembre de 1934  | Turín, Italia                  |
| 77.23 m                                                 | Matti Järvinen   | 18 de junio de 1936      | Helsinki, Finlandia            |
| 77.87 m                                                 | Yrjö Nikkanen    | 25 de agosto de 1938     | Karhula, Finlandia             |
| 78.70 m                                                 | Yrjö Nikkanen    | 16 de octubre de 1938    | Kotka, Finlandia               |
| 80.41 m                                                 | Bud Held         | 8 de agosto de 1953      | Pasadena, CA, Estados Unidos   |
| 81.75 m                                                 | Bud Held         | 21 de mayo de 1955       | Modesto, CA, Estados Unidos    |
| 83.56 m                                                 | Soini Nikkinen   | 24 de junio de 1956      | Kuhmoinen, Finlandia           |
| 83.66 m                                                 | Janusz Sidło     | 30 de junio de 1956      | Milán, Italia                  |
| 85.71 m                                                 | Egil Danielsen   | 26 de noviembre de 1956  | Melbourne, Australia           |
| 86.04 m                                                 | Albert Cantello  | 5 de junio de 1959       | Compton, CA, Estados Unidos    |
| 86.74 m                                                 | Carlo Lievore    | 1 de junio de 1961       | Milán, Italia                  |
| 87.12 m                                                 | Terje Pedersen   | 1 de julio de 1964       | Oslo, Noruega                  |
| 91.72 m                                                 | Terje Pedersen   | 2 de septiembre de 1964  | Oslo, Noruega                  |
| 91.98 m                                                 | Jānis Lūsis      | 23 de junio de 1968      | Saarijärvi, Finlandia          |
| 92.70 m                                                 | Jorma Kinnunen   | 18 de junio de 1969      | Tampere, Finlandia             |
| 93.80 m                                                 | Jānis Lūsis      | 6 de julio de 1972       | Estocolmo, Suecia              |
| 94.08 m                                                 | Klaus Wolfermann | 5 de mayo de 1973        | Leverkusen, Alemania Federal   |
| 94.58 m                                                 | Miklós Németh    | 25 de julio de 1976      | Montreal, Canadá               |
| 96.72 m                                                 | Ferenc Paragi    | 23 de abril de 1980      | Tata, Hungría                  |
| 99.72 m                                                 | Tom Petranoff    | 15 de mayo de 1983       | Los Ángeles, Estados Unidos    |
| 104.80 m                                                | Uwe Hohn         | 20 de julio de 1984      | Berlín Este, Alemania Oriental |
| Modelo con nuevas especificaciones introducido en 1986. |                  |                          |                                |
| 85.74 m                                                 | Klaus Tafelmeier | 21 de septiembre de 1986 | Como, Italia                   |
| 87.66 m                                                 | Jan Železný      | 31 de mayo de 1987       | Nitra, Checoslovaquia          |
| 89.10 m                                                 | Patrik Boden     | 24 de marzo de 1990      | Austin, Estados Unidos         |
| 89.58 m                                                 | Steve Backley    | 2 de julio de 1990       | Estocolmo, Suecia              |
| 89.66 m *                                               | Jan Železný      | 14 de julio de 1990      | Oslo, Noruega                  |
| 90.98 m *                                               | Steve Backley    | 20 de julio de 1990      | Londres, Reino Unido           |
| 91.98 m *                                               | Seppo Räty       | 6 de mayo de 1991        | Shizuoka, Japón                |
| 96.96 m *                                               | Seppo Räty       | 2 de junio de 1991       | Punkalaidun, Finlandia         |

* Logrado utilizando el modelo Németh (cola serrada).
Las jabalinas con colas serradas fueron prohibidas en el Congreso de la IAAF realizado en agosto de 1991 en Tokio; varios registros fueron eliminados, y el registro mundial volvió a ser de 89.58 de Steve Backley, el lanzamiento más largo con el nuevo implemento regular (desde 1986).
| Marca   | Atleta        | Fecha                | Lugar                           |
| ------- | ------------- | -------------------- | ------------------------------- |
| 89.58 m | Steve Backley | 2 de julio de 1990   | Estocolmo, Suecia               |
| 91.46 m | Steve Backley | 25 de enero de 1992  | North Shore City, Nueva Zelanda |
| 95.54 m | Jan Železný   | 6 de abril de 1993   | Pietersburg, Sudáfrica          |
| 95.66 m | Jan Železný   | 29 de agosto de 1993 | Sheffield, Reino Unido          |
| 98.48 m | Jan Železný   | 25 de mayo de 1996   | Jena, Alemania                  |

### Femenino

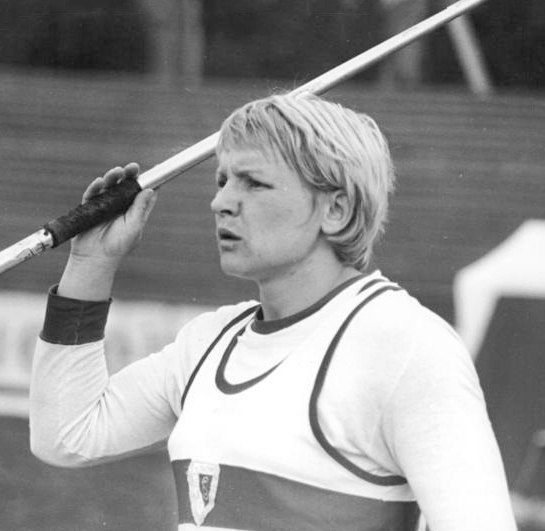
Ruth Fuchs, seis veces récord mundial en los años 1970.

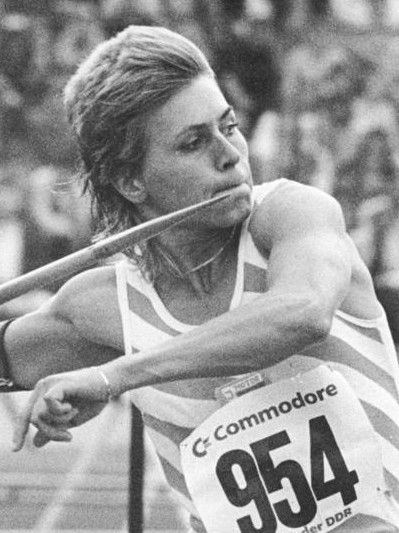
Petra Felke, ostentó el récord mundial desde 1985 a 1999.

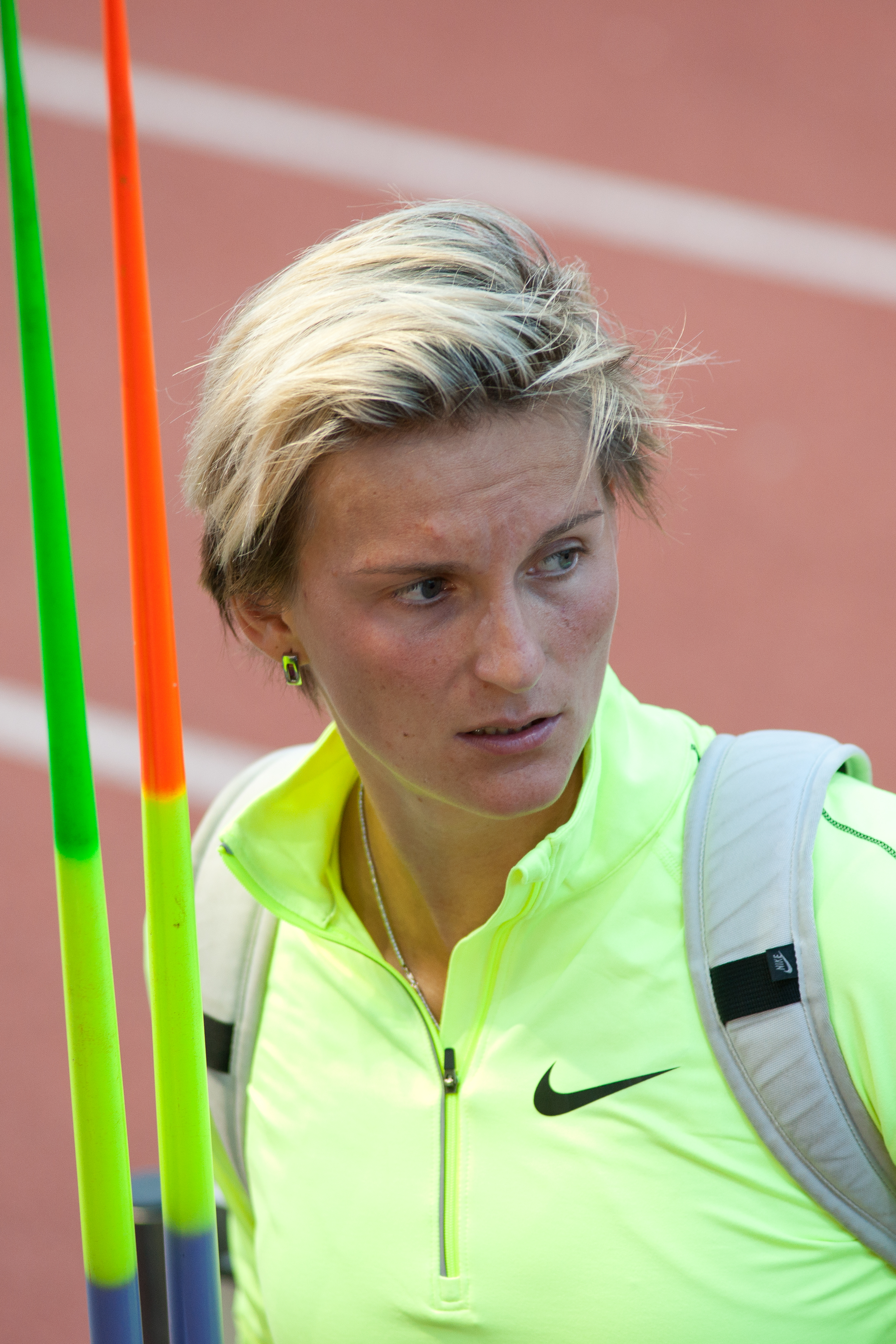
Barbora Špotáková, actual poseedora del récord mundial desde 2008.

| Marca                                                   | Atleta               | Fecha                    | Lugar                       |
| ------------------------------------------------------- | -------------------- | ------------------------ | --------------------------- |
| 25.01 m                                                 | Božena Šrámková      | 6 de agosto de 1922      | Praga, Checoslovaquia       |
| 25.32 m                                                 | Božena Šrámková      | 13 de agosto de 1922     | Praga, Checoslovaquia       |
| 27,24 m                                                 | Marie Janderová      | 25 de mayo de 1924       | Ostrava, Checoslovaquia     |
| 37,575 m                                                | Guschi Hargus        | 12 de junio de 1927      | Berlín, Alemania            |
| 38,39 m                                                 | Guschi Hargus        | 18 de agosto de 1928     | Berlín, Alemania            |
| 40,27 m                                                 | Ellen Braumüller     | 12 de julio de 1930      | Berlín, Alemania            |
| 42,28 m                                                 | Ellen Braumüller     | 2 de agosto de 1931      | Magdeburgo, Alemania        |
| 44,64 m                                                 | Ellen Braumüller     | 12 de junio de 1932      | Berlín, Alemania            |
| 46,74 m                                                 | Nan Gindele          | 18 de junio de 1932      | Chicago, Estados Unidos     |
| 47,24 m                                                 | Anneliese Steinheuer | 21 de junio de 1942      | Fráncfort, Alemania         |
| 48,21 m                                                 | Herma Bauma          | 29 de julio de 1947      | Viena, Austria              |
| 48,63 m                                                 | Herma Bauma          | 12 de septiembre de 1948 | Viena, Austria              |
| 49,59 m                                                 | Natalya Smirnitskaya | 25 de julio de 1949      | Moscú, Unión Soviética      |
| 53,41 m                                                 | Natalya Smirnitskaya | 5 de agosto de 1949      | Moscú, Unión Soviética      |
| 53,56 m                                                 | Nadezhda Konyayeva   | 5 de febrero de 1954     | Leningrado, Unión Soviética |
| 55,11 m                                                 | Nadezhda Konyayeva   | 22 de mayo de 1954       | Kiev, Unión Soviética       |
| 55,48 m                                                 | Nadezhda Konyayeva   | 6 de agosto de 1954      | Kiev, Unión Soviética       |
| 55,73 m                                                 | Dana Zátopková       | 1 de junio de 1958       | Praga, Checoslovaquia       |
| 57,40 m                                                 | Anna Pazera          | 24 de julio de 1958      | Cardiff, Reino Unido        |
| 57,49 m                                                 | Birutė Zalogaitytė   | 30 de octubre de 1958    | Tbilissi, Unión Soviética   |
| 57,92 m                                                 | Elvīra Ozoliņa       | 3 de mayo de 1960        | Leselidze, Unión Soviética  |
| 59,55 m                                                 | Elvīra Ozoliņa       | 4 de junio de 1960       | Bucarest, Rumania           |
| 59,78 m                                                 | Elvīra Ozoliņa       | 3 de julio de 1963       | Moscú, Unión Soviética      |
| 62,40 m                                                 | Yelena Gorchakova    | 16 de octubre de 1964    | Tokio, Japón                |
| 62,70 m                                                 | Ewa Gryziecka        | 11 de junio de 1972      | Bucarest, Rumania           |
| 65,06 m                                                 | Ruth Fuchs           | 11 de junio de 1972      | Potsdam, Alemania Oriental  |
| 66,10 m                                                 | Ruth Fuchs           | 7 de septiembre de 1973  | Edimburgo, Reino Unido      |
| 67,22 m                                                 | Ruth Fuchs           | 3 de septiembre de 1974  | Roma, Italia                |
| 69,12 m                                                 | Ruth Fuchs           | 10 de julio de 1976      | Berlín, Alemania Oriental   |
| 69,32 m                                                 | Kathy Schmidt        | 11 de septiembre de 1977 | Fürth, Alemania Federal     |
| 69,52 m                                                 | Ruth Fuchs           | 13 de junio de 1979      | Dresde, Alemania Oriental   |
| 69,96 m                                                 | Ruth Fuchs           | 29 de abril de 1980      | Split, Yugoslavia           |
| 70,08 m                                                 | Tatyana Biryulina    | 12 de julio de 1980      | Podolsk, Unión Soviética    |
| 71,88 m                                                 | Antoaneta Todorova   | 15 de agosto de 1981     | Zagreb, Yugoslavia          |
| 72,40 m                                                 | Tiina Lillak         | 29 de junio de 1982      | Helsinki, Finlandia         |
| 74,20 m                                                 | Sofia Sakorafa       | 26 de septiembre de 1982 | La Canea, Grecia            |
| 74,76 m                                                 | Tiina Lillak         | 13 de junio de 1983      | Tampere, Finlandia          |
| 75,26 m                                                 | Petra Felke          | 4 de junio de 1985       | Schwerin, Alemania Oriental |
| 75,40 m                                                 | Petra Felke          | 4 de junio de 1985       | Schwerin, Alemania Oriental |
| 77,44 m                                                 | Fatima Whitbread     | 28 de agosto de 1986     | Stuttgart, Alemania Federal |
| 78,90 m                                                 | Petra Felke          | 29 de julio de 1987      | Leipzig, Alemania Oriental  |
| 80,00 m                                                 | Petra Felke          | 9 de septiembre de 1988  | Potsdam, Alemania Oriental  |
| Modelo con nuevas especificaciones introducido en 1999. |                      |                          |                             |
| 67,09 m                                                 | Miréla Manjani       | 28 de agosto de 1999     | Sevilla, España             |
| 68,22 m                                                 | Trine Hattestad      | 30 de junio de 2000      | Roma, Italia                |
| 69,48 m                                                 | Trine Hattestad      | 28 de julio de 2000      | Oslo, Noruega               |
| 71,54 m                                                 | Osleidys Menéndez    | 1 de julio de 2001       | Rethymno, Grecia            |
| 71,70 m                                                 | Osleidys Menéndez    | 14 de agosto de 2005     | Helsinki, Finlandia         |
| 72,28 m                                                 | Barbora Špotáková    | 13 de septiembre de 2008 | Stuttgart, Alemania         |

## Atletas con mejores marcas mundiales

### Masculino
Actualizado a agosto de 2024
| Lugar | Resultado | Atleta                 | País              | Lugar        | Fecha                   |
| ----- | --------- | ---------------------- | ----------------- | ------------ | ----------------------- |
| 1.    | 98m 48cm  | Jan Železný            | República Checa   | Jena         | 25 de mayo de 1996      |
| 2.    | 97m 76cm  | Johannes Vetter        | Alemania          | Chorzów      | 6 de septiembre de 2020 |
| 3.    | 93m 90cm  | Thomas Rohler          | Alemania          | Doha         | 5 de mayo de 2017       |
| 4.    | 93m 09cm  | Aki Parviainen         | Finlandia         | Kuortane     | 26 de junio de 1999     |
| 5.    | 93m 07cm  | Anderson Peters        | Granada           | Doha         | 13 de mayo de 2022      |
| 6.    | 92m 97cm  | Arshad Nadeem          | Pakistán          | París        | 8 de agosto de 2024     |
| 7.    | 92m 72cm  | Julius Yego            | Kenia             | Pekín        | 26 de agosto de 2015    |
| 8.    | 92m 61cm  | Serguéi Makárov        | Rusia             | Sheffield    | 30 de junio de 2002     |
| 9.    | 92m 60cm  | Raymond Hecht          | Alemania          | Oslo         | 21 de junio de 1995     |
| 10.   | 92m 06cm  | Andreas Hofmann        | Alemania          | Offenburg    | 2 de junio de 2018      |
| 11.   | 91m 69cm  | Konstadinós Gatsioúdis | Grecia            | Kuortane     | 24 de junio de 2000     |
| 12.   | 91m 59cm  | Andreas Thorkildsen    | Noruega           | Oslo         | 2 de junio de 2006      |
| 13.   | 91m 53cm  | Tero Pitkämäki         | Finlandia         | Kuortane     | 26 de junio de 2005     |
| 14.   | 91m 46cm  | Steve Backley          | Reino Unido       | Auckland     | 25 de enero de 1992     |
| 15.   | 91m 36cm  | Cheng Chao-tsun        | China Taipéi      | Taipéi       | 26 de agosto de 2017    |
| 16.   | 91m 29cm  | Breaux Greer           | Estados Unidos    | Indianápolis | 21 de junio de 2007     |
| 17.   | 90m 88cm  | Jakub Vadlejch         | República Checa   | Doha         | 13 de mayo de 2022      |
| 18.   | 90m 82cm  | Kimmo Kinnunen         | Finlandia         | Tokio        | 26 de agosto de 1991    |
| 19.   | 90m 73cm  | Vadims Vasilevskis     | Letonia           | Tallinn      | 22 de julio de 2007     |
| 20.   | 90m 61cm  | Magnus Kirt            | Estonia           | Kuortane     | 22 de junio de 2019     |
| 21.   | 90m 60cm  | Seppo Räty             | Finlandia         | Nurmijärvi   | 20 de julio de 1992     |
| 22.   | 90m 44cm  | Boris Henry            | Alemania          | Linz         | 9 de julio de 1997      |
| 23.   | 90m 20cm  | Max Dehning            | Alemania          | Halle        | 25 de febrero de 2024   |
| 24.   | 90m 16cm  | Keshorn Walcott        | Trinidad y Tobago | Lausanne     | 9 de julio de 2015      |
| 25.   | 89m 94cm  | Neeraj Chopra          | India             | Estocolmo    | 30 de junio de 2022     |

Modelo antiguo
| Lugar | Resultado | Atleta   | País                          | Lugar       | Fecha               |
| ----- | --------- | -------- | ----------------------------- | ----------- | ------------------- |
| 1.    | 104m 80cm | Uwe Hohn | República Democrática Alemana | Brandeburgo | 20 de junio de 1984 |

A final de los años 50 Miguel de la Quadra-Salcedo logró una marca de 112,30 m. Para ello utilizó  el "estilo español " o estilo "Erausquin", técnica creada por Félix Erausquin. Pero la IAAF prohibió la técnica por peligrosa para los juegos olímpicos de Roma del año 60 y anuló todos los registros previos.

### Femenino
Actualizado a agosto de 2024
| Posición | Marca    | Atleta               | País            | Lugar            | Fecha                    |
| -------- | -------- | -------------------- | --------------- | ---------------- | ------------------------ |
| 1.       | 72m 28cm | Barbora Špotáková    | República Checa | Stuttgart        | 13 de septiembre de 2008 |
| 2.       | 71m 70cm | Osleidys Menéndez    | Cuba            | Helsinki         | 14 de agosto de 2005     |
| 3.       | 71m 40cm | Maria Andrejczyk     | Polonia         | Split            | 9 de mayo de 2021        |
| 4.       | 70m 53cm | María Abakúmova      | Rusia           | Berlín           | 1 de septiembre de 2013  |
| 5.       | 70m 20cm | Christina Obergföll  | Alemania        | Múnich           | 23 de junio de 2007      |
| 6.       | 69m 48cm | Trine Hattestad      | Noruega         | Oslo             | 28 de julio de 2000      |
| 7.       | 69m 35cm | Sunette Viljoen      | Sudáfrica       | Nueva York       | 9 de junio de 2012       |
| 8.       | 69m 19cm | Christin Hussong     | Alemania        | Chorzów          | 30 de mayo de 2021       |
| 9.       | 68m 92cm | Kathryn Mitchell     | Australia       | Gold Coast       | 11 de abril de 2018      |
| 10.      | 68m 43cm | Sara Kolak           | Croacia         | Lausana          | 6 de julio de 2017       |
| 11.      | 68m 34cm | Steffi Nerius        | Alemania        | Elstal           | 31 de agosto de 2008     |
| 12.      | 68m 11cm | Kara Winger          | Estados Unidos  | Bruselas         | 2 de septiembre de 2022  |
| 13.      | 67m 98cm | Lü Huihui            | China           | Shenyang         | 2 de agosto de 2019      |
| 14.      | 67m 70cm | Kelsey-Lee Barber    | Australia       | Lucerna          | 9 de julio de 2019       |
| 15.      | 67m 69cm | Katharina Molitor    | Alemania        | Beijing          | 30 de agosto de 2015     |
| 16.      | 67m 67cm | Sonia Bisset         | Cuba            | Salamanca        | 6 de julio de 2005       |
| 17.      | 67m 51cm | Mirela Manjani       | Grecia          | Sídney           | 30 de septiembre de 2000 |
| 18.      | 67m 47cm | Tatsiana Khaladovich | Bielorrusia     | Oslo             | 7 de junio de 2018       |
| 19.      | 67m 40cm | Nikola Ogrodníková   | República Checa | Offenburg        | 26 de mayo de 2019       |
|          | 67m 40cm | Maggie Malone        | Estados Unidos  | East Stroudsburg | 17 de julio de 2021      |

## Campeones olímpicos

### Masculino
Para detalles ver Anexo:Medallistas olímpicos en atletismo (Lanzamiento de jabalina masculino).
| Edición             | Oro                                            | Plata                                   | Bronce                               |
| ------------------- | ---------------------------------------------- | --------------------------------------- | ------------------------------------ |
| Londres 1908        | Eric Lemming (54,83) · Suecia                  | Arne Halse · Noruega                    | Otto Nilsson · Suecia                |
| Estocolmo 1912      | Eric Lemming (60,64) · Suecia                  | Juho Saaristo · Finlandia               | Mór Kóczán · Hungría                 |
| Amberes 1920        | Jonni Myyrä (65,78) · Finlandia                | Urho Peltonen · Finlandia               | Pekka Johansson · Finlandia          |
| París 1924          | Jonni Myyrä (62,96) · Finlandia                | Gunnar Lindström · Suecia               | Eugene Oberst · Estados Unidos       |
| Ámsterdam 1928      | Erik Lundqvist (66,60) · Suecia                | Béla Szepes · Hungría                   | Olav Sunde · Noruega                 |
| Los Ángeles 1932    | Matti Järvinen (72,71) · Finlandia             | Matti Sippala · Finlandia               | Eino Penttilä · Finlandia            |
| Berlín 1936         | Gerhard Stock (71,84) · Alemania               | Yrjö Nikkanen · Finlandia               | Kalervo Toivonen · Finlandia         |
| Londres 1948        | Tapio Rautavaara (69,77) · Finlandia           | Steve Seymour · Estados Unidos          | József Várszegi · Hungría            |
| Helsinki 1952       | Cyrus Young (73,78) · Estados Unidos           | Bill Miller · Estados Unidos            | Toivo Hyytiäinen · Finlandia         |
| Melbourne 1956      | Egil Danielsen (85,71) · Noruega               | Janusz Sidło · Polonia                  | Viktor Tsybulenko · Unión Soviética  |
| Roma 1960           | Viktor Tsybulenko (84,64) · Unión Soviética    | Walter Krüger · Equipo Alemán Unificado | Gergely Kulcsár · Hungría            |
| Tokio 1964          | Pauli Nevala (82,66) · Finlandia               | Gergely Kulcsár · Hungría               | Jānis Lūsis · Unión Soviética        |
| México 1968         | Jānis Lūsis (90,10) · Unión Soviética          | Jorma Kinnunen · Finlandia              | Gergely Kulcsár · Hungría            |
| Múnich 1972         | Klaus Wolfermann (90,48) · Alemania Occidental | Jānis Lūsis · Unión Soviética           | Bill Schmidt · Estados Unidos        |
| Montreal 1976       | Miklos Németh (94,58) · Hungría                | Hannu Siitonen · Finlandia              | Gheorghe Megelea · Rumania           |
| Moscú 1980          | Dainis Kūla (91,20) · Unión Soviética          | Aleksandr Makarov · Unión Soviética     | Wolfgang Hanisch · Alemania Oriental |
| Los Ángeles 1984    | Arto Härkönen (86,76) · Finlandia              | Dave Ottley · Reino Unido               | Kenth Eldebrink · Suecia             |
| Seúl 1988           | Tapio Korjus (84,28) · Finlandia               | Jan Železný · Checoslovaquia            | Seppo Räty · Finlandia               |
| Barcelona 1992      | Jan Železný (89,66) · Checoslovaquia           | Seppo Räty · Finlandia                  | Steve Backley · Reino Unido          |
| Atlanta 1996        | Jan Železný (88,16) · República Checa          | Steve Backley · Reino Unido             | Seppo Räty · Finlandia               |
| Sídney 2000         | Jan Železný (90,17) · República Checa          | Steve Backley · Reino Unido             | Sergey Makarov · Rusia               |
| Atenas 2004         | Andreas Thorkildsen (86,50) · Noruega          | Vadims Vasiļevskis · Letonia            | Sergey Makarov · Rusia               |
| Pekín 2008          | Andreas Thorkildsen (90,57) · Noruega          | Ainārs Kovals · Letonia                 | Tero Pitkämäki · Finlandia           |
| Londres 2012        | Keshorn Walcott (84,58) · Trinidad y Tobago    | Antti Ruuskanen · Finlandia             | Vítězslav Veselý · República Checa   |
| Río de Janeiro 2016 | Thomas Röhler (90,30) · Alemania               | Julius Yego · Kenia                     | Keshorn Walcott · Trinidad y Tobago  |
| Tokio 2020          | Neeraj Chopra (87,58) · India                  | Jakub Vadlejch · República Checa        | Vítězslav Veselý · República Checa   |
| París 2024          | Arshad Nadeem (92,97 ) · Pakistán              | Neeraj Chopra · India                   | Anderson Peters · Granada            |

### Femenino
| Edición             | Oro                                           | Plata                                 | Bronce                               |
| ------------------- | --------------------------------------------- | ------------------------------------- | ------------------------------------ |
| Los Ángeles 1932    | Mildred Didrikson (43,69) · Estados Unidos    | Ellen Braumüller · Alemania           | Tilly Fleischer · Alemania           |
| Berlín 1936         | Tilly Fleischer (45,18) · Alemania            | Luise Krüger · Alemania               | Maria Kwasniewska · Polonia          |
| Londres 1948        | Herma Bauma (45,57) · Austria                 | Kaisa Parviainen · Finlandia          | Lily Carlstedt · Dinamarca           |
| Helsinki 1952       | Dana Zátopková (50,47) · Checoslovaquia       | Aleksandra Chudina · Unión Soviética  | Yelena Gorchakova · Unión Soviética  |
| Melbourne 1956      | Inese Jaunzeme (53,86) · Unión Soviética      | Marlene Ahrens · Chile                | Nadezhda Konyayeva · Unión Soviética |
| Roma 1960           | Elvira Ozolina (55,98) · Unión Soviética      | Dana Zátopková · Checoslovaquia       | Birutė Kalėdienė · Unión Soviética   |
| Tokio 1964          | Mihaela Peneș (60,54) · Rumania               | Márta Rudas · Hungría                 | Yelena Gorchakova · Unión Soviética  |
| México 1968         | Angéla Németh (60,36) · Hungría               | Mihaela Peneș · Rumania               | Eva Janko · Austria                  |
| Múnich 1972         | Ruth Fuchs (60,36) · Alemania Oriental        | Jacqueline Todten · Alemania Oriental | Kate Schmidt · Estados Unidos        |
| Montreal 1976       | Ruth Fuchs (65,94) · Alemania Oriental        | Marion Becker · Alemania Occidental   | Kate Schmidt · Estados Unidos        |
| Moscú 1980          | María Caridad Colón (68,40) · Cuba            | Saida Gunba · Unión Soviética         | Ute Hommola · Alemania Oriental      |
| Los Ángeles 1984    | Tessa Sanderson (69,56) · Reino Unido         | Tiina Lillak · Finlandia              | Fatima Whitbread · Reino Unido       |
| Seúl 1988           | Petra Felke (74,68) · Alemania Oriental       | Fatima Whitbread · Reino Unido        | Beate Koch · Alemania Oriental       |
| Barcelona 1992      | Silke Renk (68,34) · Alemania                 | Natalya Shikolenko · Equipo Unificado | Karen Forkel · Alemania              |
| Atlanta 1996        | Heli Rantanen (67,94) · Finlandia             | Louise McPaul · Australia             | Trine Hattestad · Noruega            |
| Sídney 2000         | Trine Hattestad (68,91) · Noruega             | Mirela Maniani · Grecia               | Osleidys Menéndez · Cuba             |
| Atenas 2004         | Osleidys Menéndez (71,53 ) · Cuba             | Steffi Nerius · Alemania              | Mirela Maniani · Grecia              |
| Pekín 2008          | Barbora Špotáková (71,42) · República Checa   | María Abakúmova · Rusia               | Christina Obergföll · Alemania       |
| Londres 2012        | Barbora Špotáková (69,55) · República Checa   | Christina Obergföll · Alemania        | Linda Stahl · Alemania               |
| Río de Janeiro 2016 | Sara Kolak (66,18) · Croacia                  | Sunette Viljoen · Sudáfrica           | Barbora Špotáková · República Checa  |
| Tokio 2020          | Liu Shiying (66,34) · República Popular China | Maria Andrejczyk · Polonia            | Kelsey-Lee Barber · Australia        |
| París 2024          | Haruka Kitaguchi (65,80) · Japón              | Jo-Ane van Dyk · Sudáfrica            | Nikola Ogrodníková · República Checa |

## Campeones mundiales
- Ganadores en el Campeonato Mundial de Atletismo.

### Masculino
| Edición         | Oro                 | Plata                    | Bronce                   |
| --------------- | ------------------- | ------------------------ | ------------------------ |
| Helsinki 1983   | Detlef Michel       | Tom Petranoff            | Dainis Kūla              |
| Roma 1987       | Seppo Räty          | Viktor Yevsyukov         | Jan Železný              |
| Tokio 1991      | Kimmo Kinnunen      | Seppo Räty               | Vladimir Sasimovich      |
| Stuttgart 1993  | Jan Železný         | Kimmo Kinnunen           | Mick Hill                |
| Gotemburgo 1995 | Jan Železný         | Steve Backley            | Boris Henry              |
| Atenas 1997     | Marius Corbett      | Steve Backley            | Konstadinos Gatsioudis   |
| Sevilla 1999    | Aki Parviainen      | Konstadinos Gatsioudis   | Jan Železný              |
| Edmonton 2001   | Jan Železný         | Aki Parviainen           | Konstadinos Gatsioudis   |
| París 2003      | Sergey Makarov      | Andrus Värnik            | Boris Henry              |
| Helsinki 2005   | Andrus Värnik       | Andreas Thorkildsen      | Sergey Makarov           |
| Osaka 2007      | Tero Pitkämäki      | Andreas Thorkildsen      | Breaux Greer             |
| Berlín 2009     | Andreas Thorkildsen | Guillermo Martínez López | Yukifumi Murakami        |
| Daegu 2011      | Matthias de Zordo   | Andreas Thorkildsen      | Guillermo Martínez López |
| Moscú 2013      | Vítězslav Veselý    | Tero Pitkämäki           | Dmitriy Tarabin          |
| Pekín 2015      | Julius Yego         | Ihab El-Sayed            | Tero Pitkämäki           |
| Londres 2017    | Johannes Vetter     | Jakub Vadlejch           | Petr Frydrych            |
| Doha 2019       | Anderson Peters     | Magnus Kirt              | Johannes Vetter          |
| Oregón 2022     | Anderson Peters     | Neeraj Chopra            | Jakub Vadlejch           |
| Budapest 2023   | Neeraj Chopra       | Arshad Nadeem            | Jakub Vadlejch           |

### Femenino
| Edición         | Oro                 | Plata               | Bronce             |
| --------------- | ------------------- | ------------------- | ------------------ |
| Helsinki 1983   | Tiina Lillak        | Fatima Whitbread    | Anna Verouli       |
| Roma 1987       | Fatima Whitbread    | Petra Felke         | Beate Peters       |
| Tokio 1991      | Xu Demei            | Petra Felke         | Silke Renk         |
| Stuttgart 1993  | Trine Hattestad     | Karen Forkel        | Natalya Shikolenko |
| Gotemburgo 1995 | Natalya Shikolenko  | Felicia Ţilea       | Mikaela Ingberg    |
| Atenas 1997     | Trine Hattestad     | Joanna Stone        | Tanja Damaske      |
| Sevilla 1999    | Miréla Manjani      | Tatyana Shikolenko  | Trine Hattestad    |
| Edmonton 2001   | Osleidys Menéndez   | Miréla Manjani      | Sonia Bisset       |
| París 2003      | Miréla Manjani      | Tatyana Shikolenko  | Steffi Nerius      |
| Helsinki 2005   | Osleidys Menéndez   | Christina Obergföll | Steffi Nerius      |
| Osaka 2007      | Barbora Špotáková   | Christina Obergföll | Steffi Nerius      |
| Berlín 2009     | Steffi Nerius       | Barbora Špotáková   | María Abakúmova    |
| Daegu 2011      | María Abakúmova     | Barbora Špotáková   | Sunette Viljoen    |
| Moscú 2013      | Christina Obergföll | Kimberley Mickle    | María Abakúmova    |
| Pekín 2015      | Katharina Molitor   | Lü Huihui           | Sunette Viljoen    |
| Londres 2017    | Barbora Špotáková   | Li Lingwei          | Lü Huihui          |
| Doha 2019       | Kelsey-Lee Barber   | Liu Shiying         | Lü Huihui          |
| Oregón 2022     | Kelsey-Lee Barber   | Kara Winger         | Haruka Kitaguchi   |
| Budapest 2023   | Haruka Kitaguchi    | Flor Ruiz           | Mackenzie Little   |

## Mejores marcas por temporada
| Año           | Distancia | Atleta                 | Lugar         |
| ------------- | --------- | ---------------------- | ------------- |
| 1967          | 90.98     | Jānis Lūsis            | Odesa         |
| 1968          | 91.98     | Jānis Lūsis            | Saarijärvi    |
| 1969          | 92.70     | Jorma Kinnunen         | Tampere       |
| 1970          | 92.64     | Pauli Nevala           | Helsinki      |
| 1971          | 90.68     | Jānis Lūsis            | Helsinki      |
| 1972          | 93.80     | Jānis Lūsis            | Estocolmo     |
| 1973          | 94.08     | Klaus Wolfermann       | Leverkusen    |
| 1974          | 89.58     | Hannu Siitonen         | Roma          |
| 1975          | 91.38     | Miklós Németh          | Budapest      |
| 1976          | 94.58     | Miklós Németh          | Montreal      |
| 1977          | 94.10     | Miklós Németh          | Estocolmo     |
| 1978          | 94.22     | Michael Wessing        | Oslo          |
| 1979          | 93.84     | Pentti Sinersaari      | Auckland      |
| 1980          | 96.72     | Ferenc Paragi          | Tata, Hungría |
| 1981          | 92.48     | Detlef Michel          | Berlín        |
| 1982          | 95.80     | Bob Roggy              | Stuttgart     |
| 1983          | 99.72     | Tom Petranoff          | Westwood      |
| 1984          | 104.80    | Uwe Hohn               | Berlín        |
| 1985          | 96.96     | Uwe Hohn               | Canberra      |
| Modelo actual |           |                        |               |
| 1986          | 85.74     | Klaus Tafelmeier       | Como          |
| 1987          | 87.66     | Jan Železný            | Nitra         |
| 1988          | 86.88     | Jan Železný            | Leverkusen    |
| 1989          | 87.60     | Kazuhiro Mizoguchi     | San José      |
| 1990          | 89.58     | Steve Backley          | Estocolmo     |
| 1991          | 90.82     | Kimmo Kinnunen         | Tokio         |
| 1992          | 91.46     | Steve Backley          | Auckland      |
| 1993          | 95.66     | Jan Železný            | Sheffield     |
| 1994          | 91.82     | Jan Železný            | Sheffield     |
| 1995          | 92.60     | Raymond Hecht          | Oslo          |
| 1996          | 98.48     | Jan Železný            | Jena          |
| 1997          | 94.02     | Jan Železný            | Stellenbosch  |
| 1998          | 90.88     | Aki Parviainen         | Tartu         |
| 1999          | 93.09     | Aki Parviainen         | Kuortane      |
| 2000          | 91.69     | Konstadinós Gatsioúdis | Kuortane      |
| 2001          | 92.80     | Jan Železný            | Edmonton      |
| 2002          | 92.61     | Sergey Makarov         | Sheffield     |
| 2003          | 90.11     | Sergey Makarov         | Dessau        |
| 2004          | 87.73     | Aleksandr Ivanov       | Ostrava       |
| 2005          | 91.53     | Tero Pitkämäki         | Kuortane      |
| 2006          | 91.59     | Andreas Thorkildsen    | Oslo          |
| 2007          | 91.29     | Breaux Greer           | Indianápolis  |
| 2008          | 90.57     | Andreas Thorkildsen    | Pekín         |
| 2009          | 91.28     | Andreas Thorkildsen    | Zúrich        |
| 2010          | 90.37     | Andreas Thorkildsen    | Florø         |
| 2011          | 90.61     | Andreas Thorkildsen    | Byrkjelo      |
| 2012          | 88.34     | Vítězslav Veselý       | Londres       |
| 2013          | 89.03     | Tero Pitkämäki         | Bad Köstritz  |
| 2014          | 89.21     | Ihab El-Sayed          | Shanghái      |
| 2015          | 92.72     | Julius Yego            | Pekín         |
| 2016          | 91.28     | Thomas Röhler          | Turku         |
| 2017          | 94.44     | Johannes Vetter        | Lucerna       |
| 2018          | 92.70     | Johannes Vetter        | Leiría        |
| 2019          | 90.61     | Magnus Kirt            | Kuortane      |
| 2020          | 97.76     | Johannes Vetter        | Chorzów       |
| 2021          | 96.29     | Johannes Vetter        | Chorzów       |
| 2022          | 93.07     | Anderson Peters        | Doha          |
| 2023          | 89.51     | Jakub Vadlejch         | Turku         |
| 2024          | 92.97     | Arshad Nadeem          | París         |

| Año           | Distancia | Atleta              | Lugar      |
| ------------- | --------- | ------------------- | ---------- |
| 1967          | -----     |                     |            |
| 1968          | -----     |                     |            |
| 1969          | -----     |                     |            |
| 1970          | -----     |                     |            |
| 1971          | -----     |                     |            |
| 1972          | -----     |                     |            |
| 1973          | 66.10     | Ruth Fuchs          | Edimburgo  |
| 1974          | 67.22     | Ruth Fuchs          | Roma       |
| 1975          | 66.46     | Ruth Fuchs          | Sudbury    |
| 1976          | 69.12     | Ruth Fuchs          | Berlín     |
| 1977          | 69.32     | Kate Schmidt        | Fürth      |
| 1978          | 69.16     | Ruth Fuchs          | Praga      |
| 1979          | 69.52     | Ruth Fuchs          | Dresde     |
| 1980          | 70.08     | Tatyana Biryulina   | Podolsk    |
| 1981          | 71.88     | Antoaneta Todorova  | Zagreb     |
| 1982          | 74.20     | Sofia Sakorafa      | Hania      |
| 1983          | 74.76     | Tiina Lillak        | Tampere    |
| 1984          | 74.72     | Petra Felke         | Celje      |
| 1985          | 75.40     | Petra Felke         | Schwerin   |
| 1986          | 77.44     | Fatima Whitbread    | Stuttgart  |
| 1987          | 78.90     | Petra Felke         | Leipzig    |
| 1988          | 80.00     | Petra Felke         | Potsdam    |
| 1989          | 76.88     | Petra Felke         | Macerata   |
| 1990          | 73.08     | Petra Felke         | Manaos     |
| 1991          | 71.44     | Trine Hattestad     | Fana       |
| 1992          | 70.36     | Natalya Shikolenko  | Moscú      |
| 1993          | 72.12     | Trine Hattestad     | Oslo       |
| 1994          | 71.40     | Natalya Shikolenko  | Sevilla    |
| 1995          | 71.18     | Natalya Shikolenko  | Zúrich     |
| 1996          | 69.42     | Steffi Nerius       | Mónaco     |
| 1997          | 69.66     | Trine Hattestad     | Helsinki   |
| 1998          | 70.10     | Tanja Damaske       | Berlín     |
| Modelo actual |           |                     |            |
| 1999          | 68.19     | Trine Hattestad     | Fana       |
| 2000          | 69.48     | Trine Hattestad     | Oslo       |
| 2001          | 71.54     | Osleidys Menéndez   | Rethymno   |
| 2002          | 67.47     | Miréla Manjani      | Múnich     |
| 2003          | 66.52     | Miréla Manjani      | París      |
| 2004          | 71.53     | Osleidys Menéndez   | Atenas     |
| 2005          | 71.70     | Osleidys Menéndez   | Helsinki   |
| 2006          | 66.91     | Christina Obergföll | Atenas     |
| 2007          | 70.20     | Christina Obergföll | Múnich     |
| 2008          | 72.28     | Barbora Špotáková   | Stuttgart  |
| 2009          | 68.92     | María Abakúmova     | Berlín     |
| 2010          | 68.89     | María Abakúmova     | Doha       |
| 2011          | 71.99     | María Abakúmova     | Daegu      |
| 2012          | 69.55     | Barbora Špotáková   | Londres    |
| 2013          | 70.53     | María Abakúmova     | Berlín     |
| 2014          | 67.99     | Barbora Špotáková   | Bruselas   |
| 2015          | 67.69     | Katharina Molitor   | Pekín      |
| 2016          | 67.30     | Vera Rebrik         | Ádler      |
| 2017          | 68.43     | Sara Kolak          | Lausana    |
| 2018          | 68.92     | Kathryn Mitchell    | Gold Coast |
| 2019          | 67.98     | Lü Huihui           | Shenyang   |
| 2020          | 67.61     | Lü Huihui           | Beijing    |
| 2021          | 71.40     | Maria Andrejczyk    | Split      |
| 2022          | 68.11     | Kara Winger         | Bruselas   |
| 2023          | 67.38     | Haruka Kitaguchi    | Bruselas   |
| 2024          | 66.70     | Flor Ruiz           | Cuiabá     |